# NGC 3114
NGC 3114 is een open sterrenhoop in het sterrenbeeld Kiel. Het hemelobject werd op 8 mei 1826 ontdekt door de Schotse astronoom James Dunlop.

## Synoniemen
- OCL 802
- ESO 127-SC2